# Cornelis Dusart

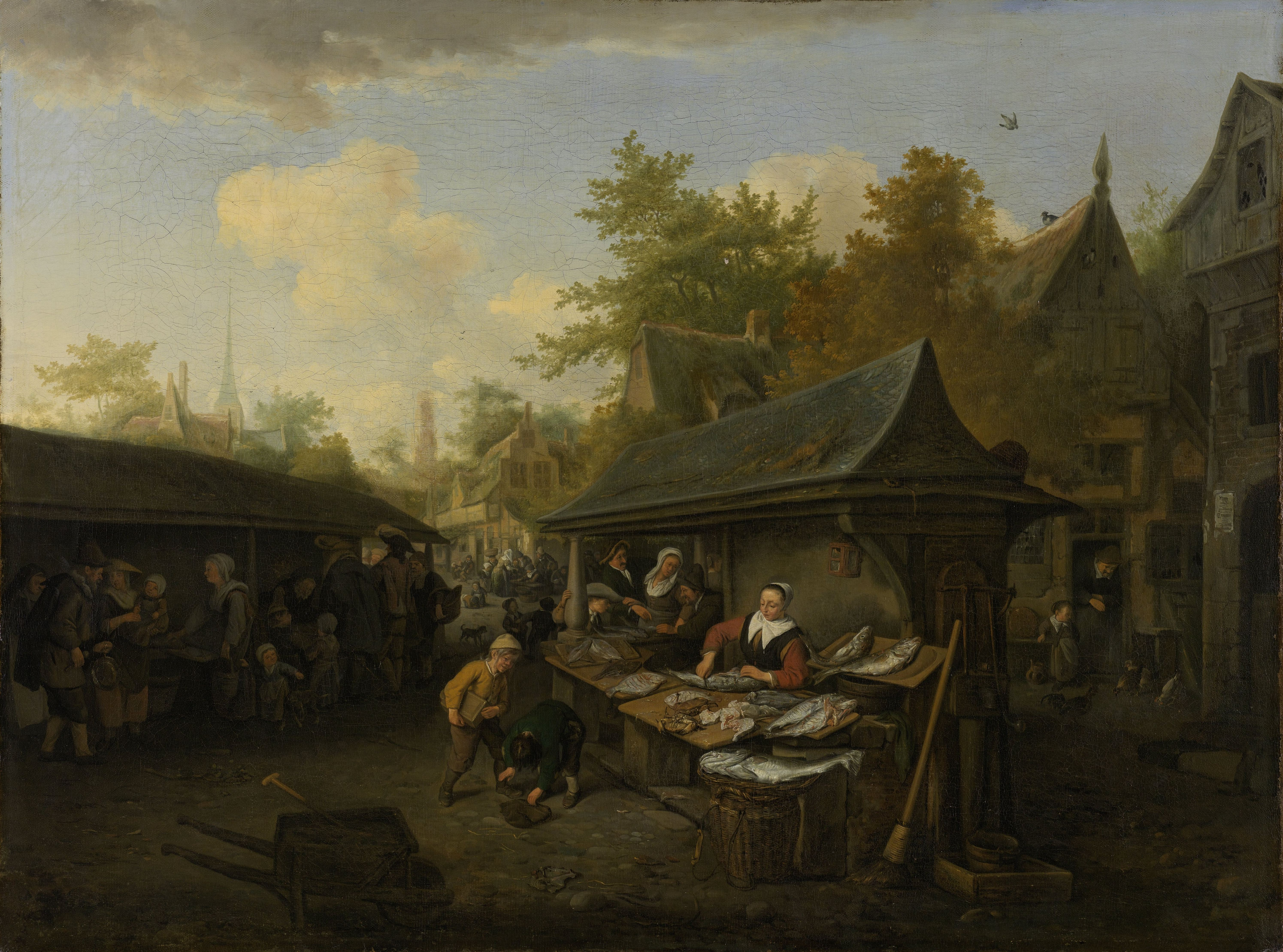
Mercado de pescado (1683). Óleo sobre lienzo. 68,5 × 90,5 cm. Rijksmuseum de Ámsterdam.

Cornelis Dusart (Haarlem, 24 de abril de 1660-1 de octubre de 1704) fue un pintor, dibujante y grabador neerlandés, especializado en escenas de género.

## Biografía
Hijo de un organista de iglesia, nació en Haarlem. Aún adolescente fue discípulo de Adriaen van Ostade entre 1675 y 1679, y se dice que terminó algunos dibujos del maestro cuando aquel falleció en 1685. Fue aceptado en el gremio de San Lucas de Haarlem en 1679. 
Sus trabajos son similares en estilo y temas a los de su mentor, si bien muestran una menor rusticidad y un acabado más esmerado, de acuerdo al nuevo gusto que se fue imponiendo en la segunda mitad del siglo XVII. También acusó influencias de Jan Steen. Especialmente notables son sus dibujos muy acabados de campesinos, representados en tizas de colores y acuarela.